# Bandeira das Marianas Setentrionais
A bandeira das Marianas Setentrionais foi adotada a 4 de Julho de 1976.

## História
Até 1972, o território não possuía bandeira própria. Ao longo da história, bandeiras de diferentes países ou territórios foram usadas localmente.

### Perído colonial

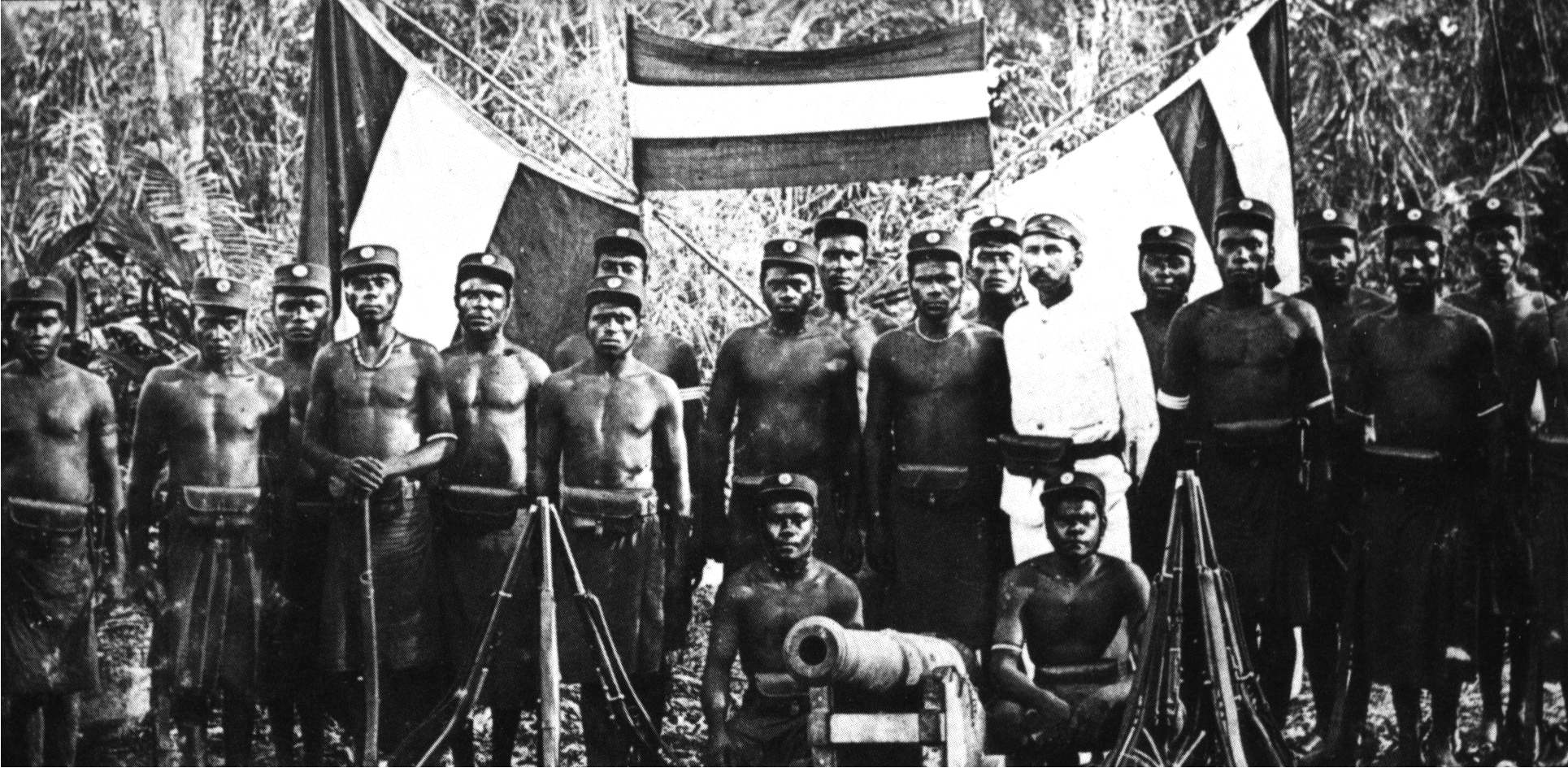
Polícia na Nova Guiné alemã por volta de 1885. Na foto, à esquerda, a bandeira do Império Alemão, à direita a Bandeira da Companhia Alemã da Nova Guiné

Com a chegada de Fernão de Magalhães em 1521 e a consequente processo de colonização, o arquipélago passa a fazer parte da Capitania-Geral das Filipinas em 1565. Consequentemente, a bandeira da Espanha foi usada durante esse período, já que a capitana não possuía bandeira própria.
Essa situação só mudou quando foi constituído protetorado da Nova Guiné Alemã. Assim, as bandeiras do Império Alemão usada juntamente com a da Companhia Alemã da Nova Guiné passam a ser oficialmente usadas.

Bandeira da Espanha usada pela Capitania-Geral das Filipinas, entre 1565 e 1884
Bandeira do Império Alemão, usada entre 1884 e 1919
Bandeira da Companhia Alemã da Nova Guiné, usada entre 1884 e 1919

### Protetorados

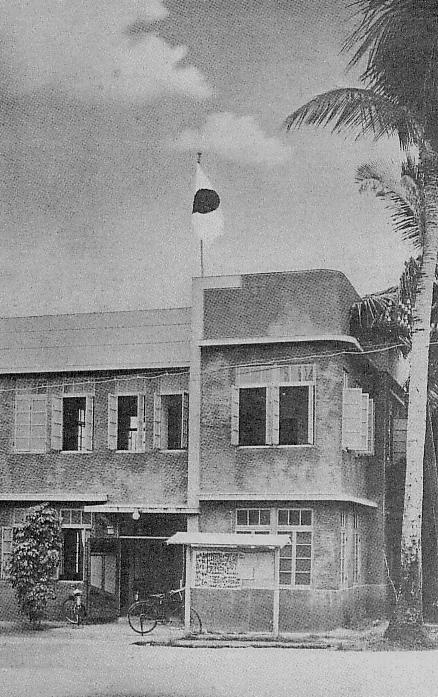
Bandeira japonesa em Saipan. Imagem retirada do livro japonês "Fotografias da Micronésia de ontem"

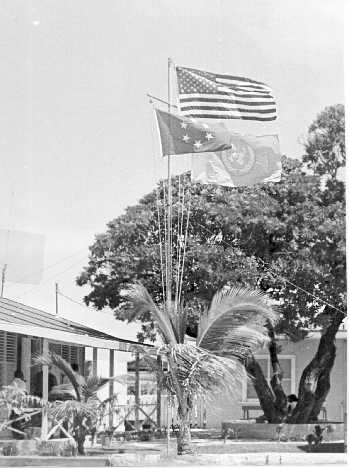
Sede governamental do Protetorado das Ilhas do Pacífico das Nações Unidas com a bandeira da ONU, do protetorado e dos Estados Unidos

Com a derrota da Alemanha na Primeira Guerra Mundial, o território é transferido para o Japão que incorpora o arquipélago ao Mandato do Pacífico Sul. Nesse período, a bandeira oficial foi a bandeira do Império do Japão. Contudo, além dessa, havia uma bandeira branca com o selo regional designado pelo governo japonês para uso local.
Após a Segunda Guerra Mundial e a derrota japonesa, as Ilhas Marianas do Norte passaram a fazer parte do Protetorado das Ilhas do Pacífico das Nações Unidas, juntamente com Palau, Ilhas Marshall e Micronésia. O protetorado usou a Bandeira das Nações Unidas antes de adotar uma bandeira própria em 1965. A bandeira de 1965 consiste em um anel de seis estrelas brancas em um campo azul, onde as estrelas simbolizavam os seis distritos do antigo protetorado; as Marianas, as Ilhas Marshall, Yap, Chuuk, Pohnpei e Palau. Esse padrão de desenho no qual há a predominância de um fundo azul permaneceu até a atualidade.

Bandeira do Japão, usada entre 1919 e 1944
Bandeira do Mandato do Pacífico Sul, usada entre 1919 e 1944
Bandeira americana, usada entre 1944 e 1947
Bandeira das Nações Unidas, usada entre 1947 a 1965
Bandeira do Protetorado das Ilhas do Pacífico das Nações Unidas, usada entre 1965 a 1972

### Bandeira própria
A primeira bandeira distinta para as Ilhas Marianas do Norte, uma estrela branca e uma pedra latte em um campo azul, foi adotada oficialmente em 1972 pelo Distrito das Ilhas Marianas do Norte e em 1976 pela "Northern Mariana Islands Commonwealth Constitution". A grinalda foi adicionada em 1981.
O desenho atual foi originalmente projetada por Taga durante o ano de 1985. Ainda no mesmo ano, eles finalizaram o rascunho da bandeira na última convenção constitucional do arquipélago.

Bandeira de 1972 a 1976
Bandeira de 1976-1989

## Características

O brasão das Ilhas Marianas Setentrionais apresenta os mesmos elementos figurativos da bandeira

A bandeira consiste e um retângulo 2:3 na cor azul com o desenho de uma pedra latte centralizado sobreposta por uma estrela branca de cinco pontas e, em volta, uma grinalda chamada mwáár. Segundo a lei que define as características da bandeira, a estrela e a pedra latte devem ter proporções de 24 polegadas de altura e 16 polegadas de largura se a bandeira tiver 78 polegadas de comprimento e 40 polegadas de largura, respectivamente.
Também segundo a legislação, a pedra e a estrela são cercadas pelo mwáár tradicional, de 6 polegadas de largura - conforme proporções citadas acima, nas "cores tradicionais das flores" ylangi ylang, seyúr, angagha e teibwo. Segundo o Vexilla Mundi, as cores da bandeira são, no Sistema Pantone: o fundo azul 286C; o latte, além do branco e do preto, é cinza 421C; o mwarmwar tem as cores verde 382C e verde 369C, magenta 239C, carmim 1788C, amarelo 102C, marrom 153C e cinza 421C.
| Cor | Sistema Pantone | CMYK        | RGB           | Hex     |
| --- | --------------- | ----------- | ------------- | ------- |
|     | Branco          | 0.0.0.0     | 255, 255, 255 | #FFFFFF |
|     | Preto           | 0.0.0.100   | 0, 0, 0       | #000000 |
|     | Azul 286C       | 100.80.0.12 | 0, 50, 160    | #0032A0 |
|     | Verde 382C      | 22.0.100.0  | 196, 214, 0   | #C4D600 |
|     | Verde 369C      | 58.0.100.4  | 100, 167, 11  | #64A70B |
|     | Magenta 239C    | 14.81.0.0   | 219, 62, 177  | #DB3EB1 |
|     | Carmim 1788C    | 0.93.82.0   | 238, 39, 55   | #EE2737 |
|     | Amarelo 102C    | 0.0.100.0   | 252, 227, 0   | #FCE300 |
|     | Marrom 153C     | 0.57.100.17 | 190, 106, 20  | #BE6A14 |
|     | Cinza 421C      | 28.20.20.1  | 178, 180, 178 | #B2B4B2 |

## Simbolismo
Em comum com outros estados do Pacífico, tais como as Ilhas Marshall, Nauru e Estados Federados da Micronésia, a bandeira das Marianas Setentrionais é de um fundo azul. A inspiração veio, provavelmente, da bandeira das Nações Unidas, pois o arquipélago foi um protetorado da ONU de 1945 a 1972.
Oficialmente, a cor azul representa o Oceano Pacífico, bem como a Fossa das Marianas. A estrela branca simboliza a comunidade das Ilhas Marianas no contexto da micronésia, além da proteção do arquipélago pelos Estados Unidos.
O símbolo por trás da estrela é uma Pedra latte, um pilar de pedra ancestral, que é um símbolo do povo Chamorro e de suas construções antigas, especialmente a "Casa de Taga", um sítio arqueológico da localizado na ilha de Tinian. A pedra latte era um suporte para casas antigas, feitas de uma coluna (halagi) encimada por uma pedra angular (tasa). Suas origens são contadas na lenda de "Taga, o Grande",  Os Chamorro são uma das etnias indígenas antigas da região.

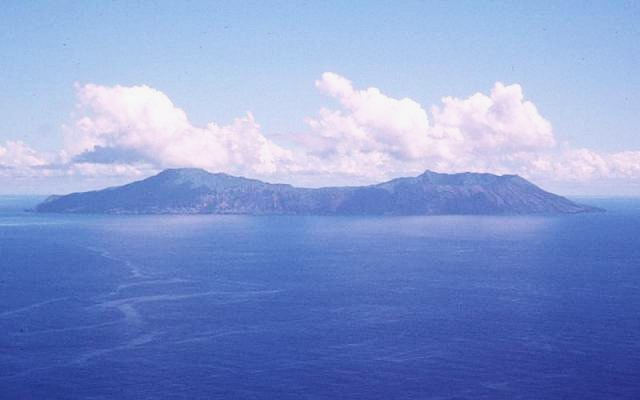
A cor azul simboliza o Oceano pacífico. Na foto, a ilha de Anataham
A estrela simboliza a comunidade da Ilhas Marianas
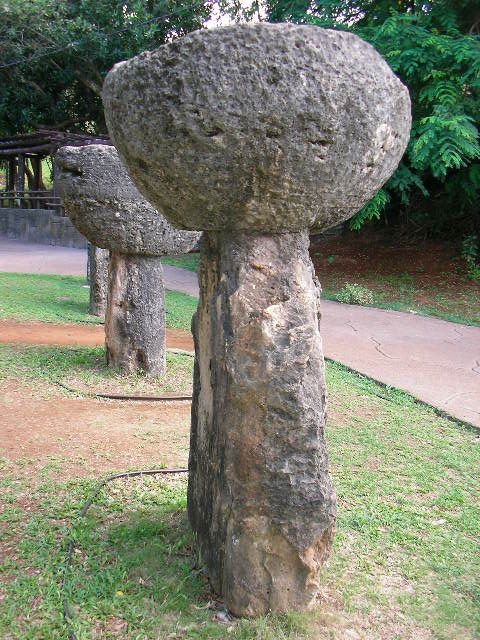
Pedras latte

A grinalda, chamada mwáár foi adicionada em 1981, que simboliza o elo entre as ilhas e a sua história e tradições sagradas, honra e respeito. É feita com quatro flores diferentes ilang-ilang (Cananga odorata, em português, kananga do Japão), seyúr (Plumeria rubra, em português, jasmim-manga), ang'gha (Caesalpinia pulcherrima, e português, flor-de-pavão) e teibwo (Ocimum basilicum, em português,  manjericão-de-folha-larga).

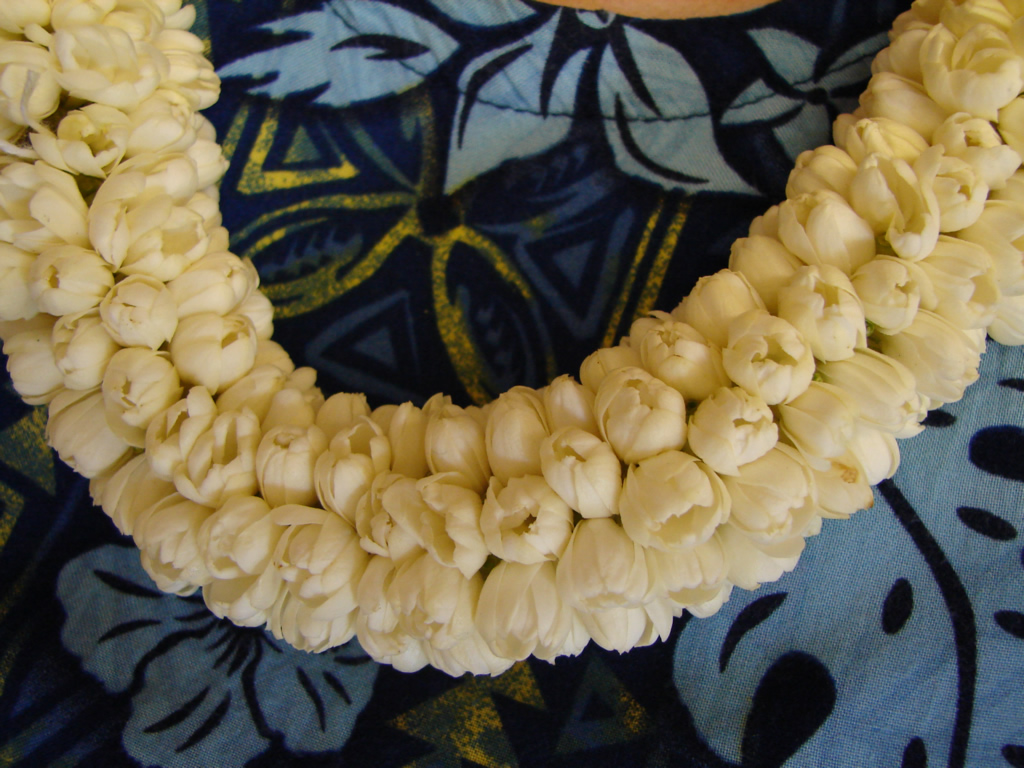
Uma mwáár feita de jasmim da arábia
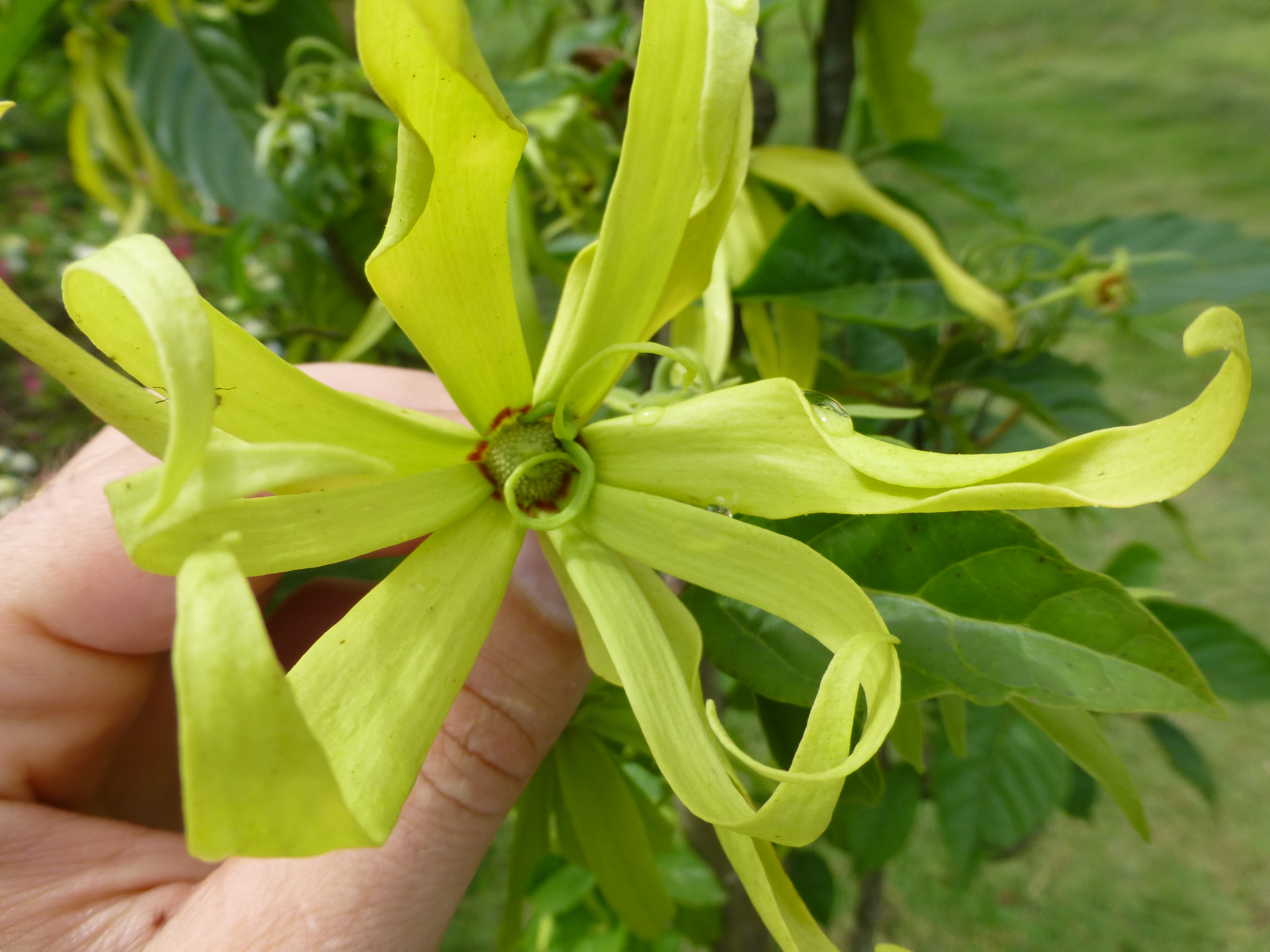
Ilang-ilang (Cananga odorata)
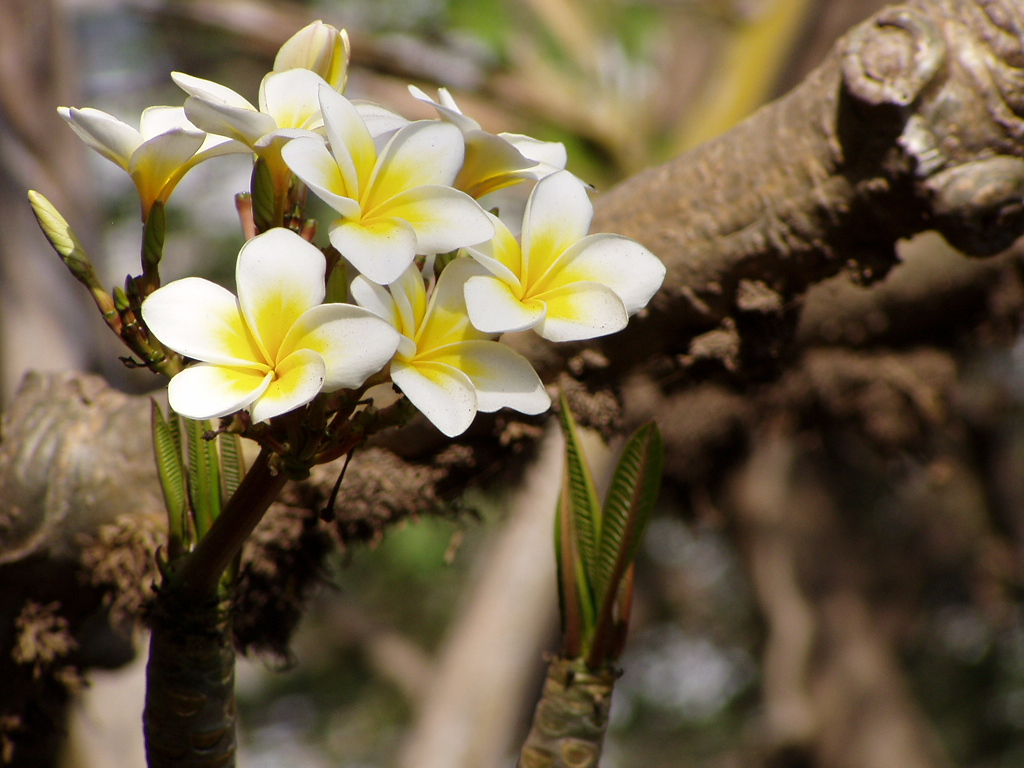
Seyúr (Plumeria rubra)
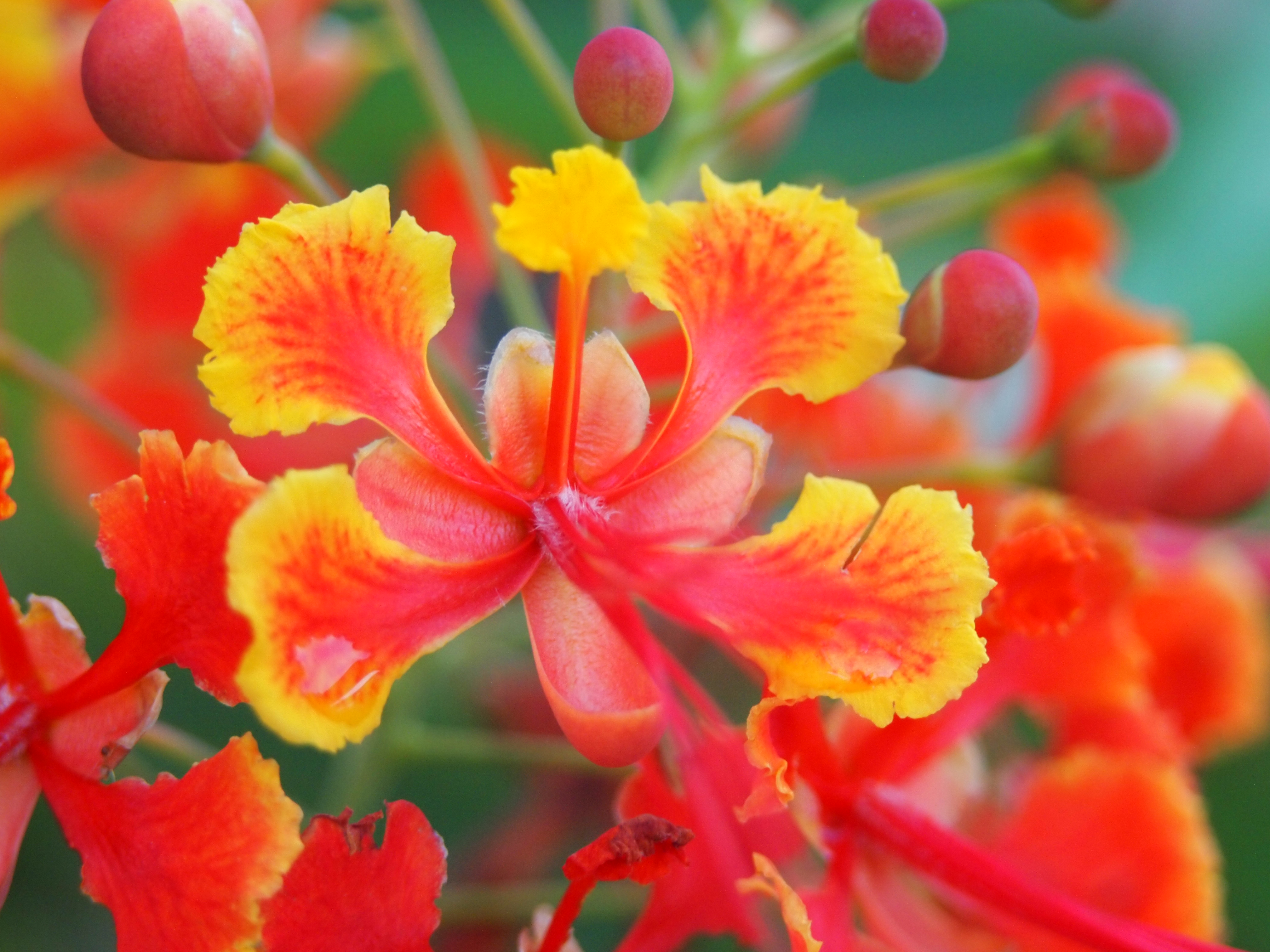
Ang'gha (Caesalpinia pulcherrima)
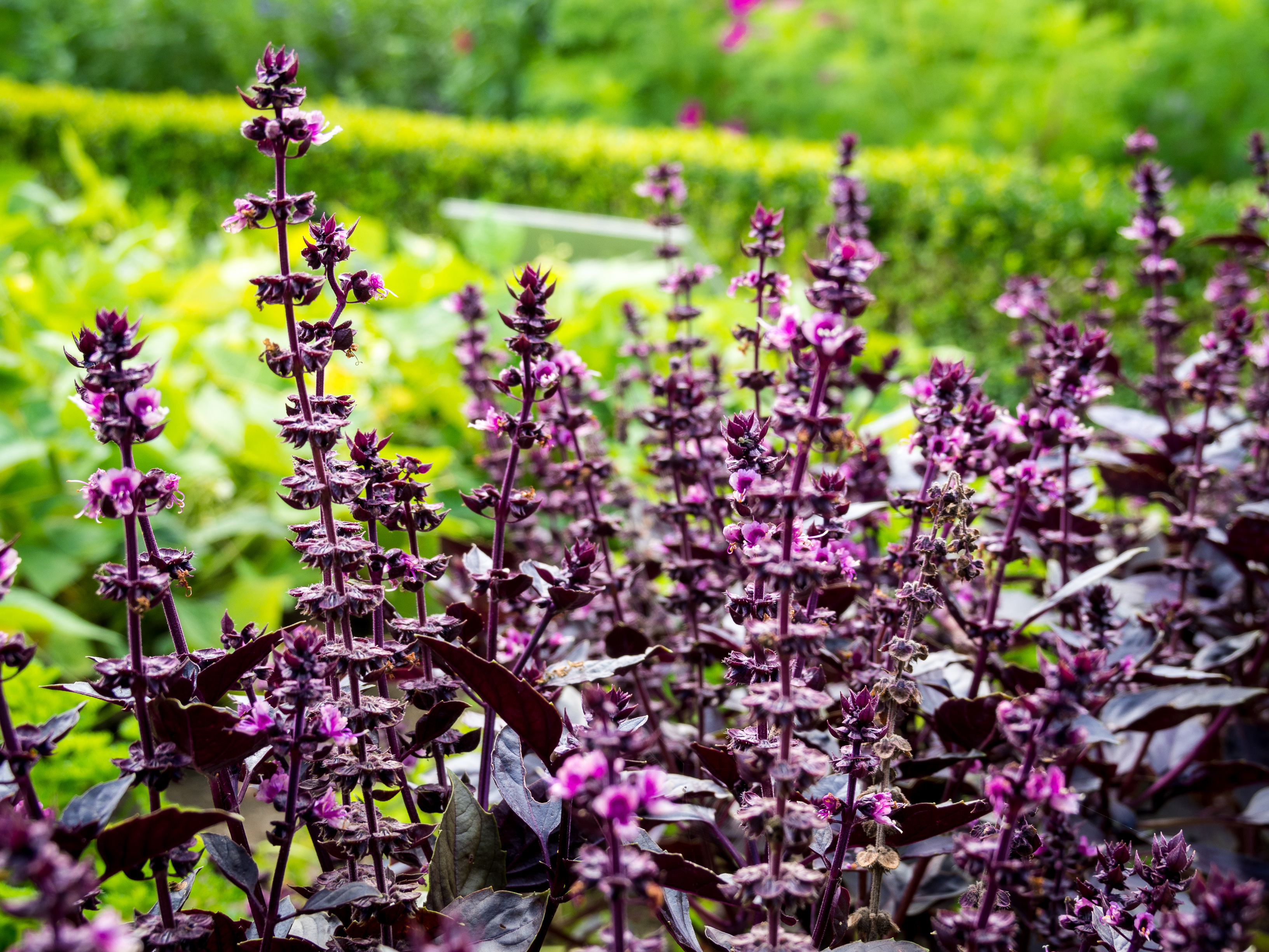
Teibwo (Ocimum basilicum)

## Usos

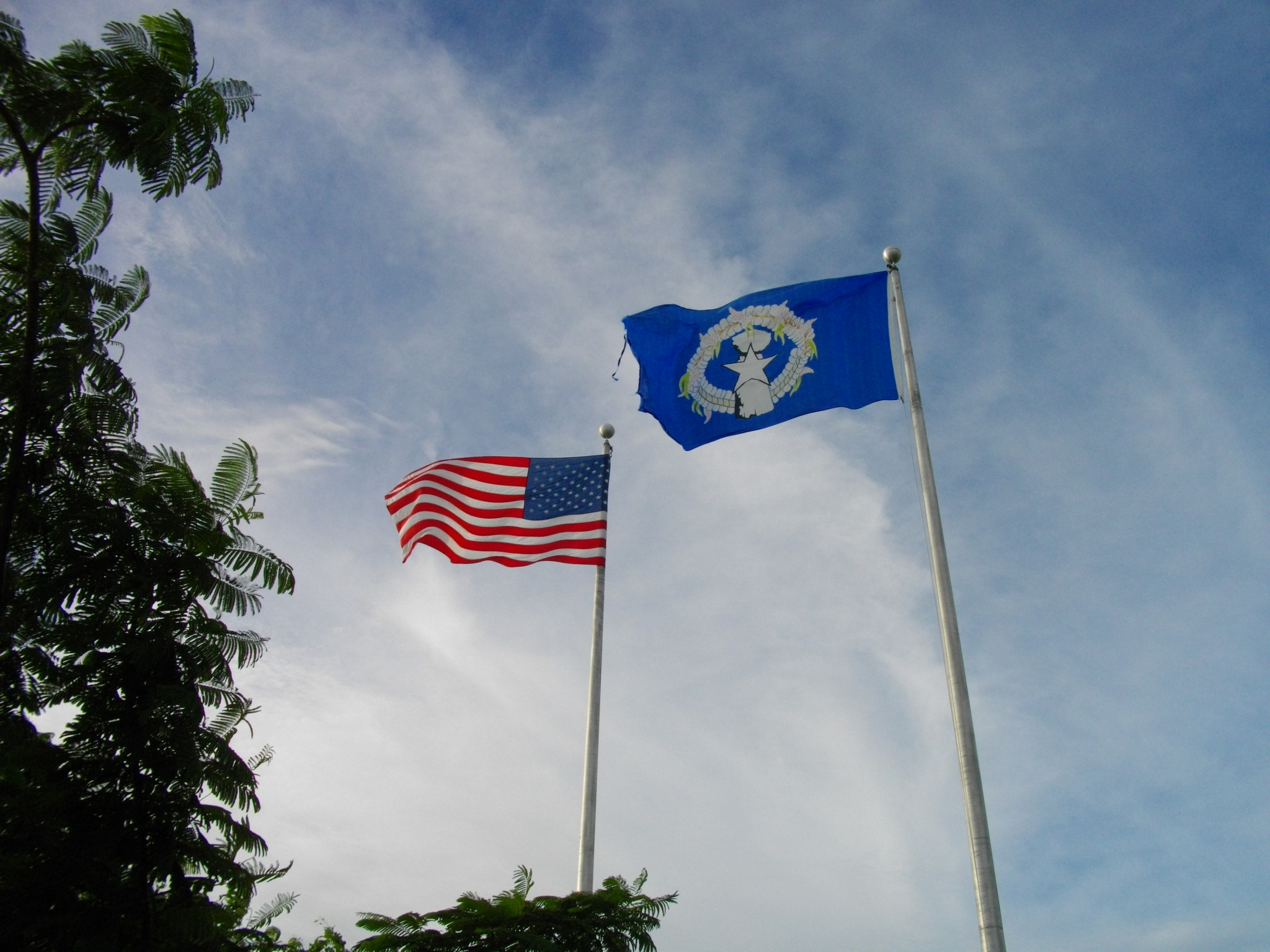
Bandeira hasteada juntamente com a bandeira americana

Segundo o § 222 da lei da bandeira, no artigo que trata de sua disposição, essa deve:
1. A bandeira deve ser exibida ao ar livre apenas do nascer ao pôr do sol. Quando exibido em mastros, deve ser içada rapidamente e abaixada cerimoniosamente;
2. Quando a bandeira for hasteada ou exibida juntamente com a bandeira dos Estados Unidos, exceto em uma única equipe ou adriça, ela será hasteada ou exibida abaixo ou à esquerda da bandeira dos Estados Unidos, quando virada para fora do edifício ou plataforma;
3. Quando a bandeira for hasteada juntamente com a bandeira dos Estados Unidos em um único bastão ou adriça, ela tremulará abaixo da bandeira dos Estados Unidos.
4. Quando a bandeira for hasteada sozinha, por ordem oficial, e a bandeira dos Estados Unidos estiver sendo hasteada a meio mastro, a bandeira deve também deve ser hasteada a meio mastro.

Segundo o § 223 da lei da bandeira, que trata da destruição e danos à bandeira, ninguém pode queimar, rasgar, cuspir, profanar, mutilar ou de alguma forma desonrar a bandeira. Qualquer pessoa que violar esta lei deverá, por condenação, ser presa por um período não superior a um ano ou multada em não mais de US$ 500, ou ambas.